# Elefántfóka
Az elefántfóka (Mirounga) a ragadozók (Carnivora) rendjébe tartozó fókafélék (Phocidae) egyik neme. A többi fókafajhoz hasonlóan tengeri emlős; halakkal táplálkozik. Nevét rövidke ormányáról kapta, ennek azonban az elefántok ormányától eltérően csak a társas érintkezésben van szerepe. Az elefántfóka a legnagyobb az összes fókafélék közül. A két faj közül a délihez tartozók nőnek nagyobbra. A hímek 5,8 méteres, 4 tonnás óriások. A nőstények tömege kb. kétharmada a hímekének. Az északi faj békés, és hagyja magát simogatni, míg a déli faj megtámadja az embert, ha az közel merészkedik. Az elefántfókák a poligínia (többnejűség) és ezzel szoros összefüggésben a nemi dimorfizmus (ivari kétalakúság) szélsőséges példái.

## Életmódja
Tavasszal a nőstények a szárazföldre mennek elleni. Sajátságos, ellés közbeni szokásuk, hogy a fájások közben homokot és kavicsot dobálnak a testükre. A borjú úgy születik, „ahogy egy torpedót kilőnek”. Az anya megszaglássza a borjút, de aztán behunyja a szemét és alszik. Nem törődik a méhlepénnyel, amit az emlősök egyébként meg szoktak enni, hanem azt a tokoscsőrű madár veszi a gondjaiba. Később megérkeznek a bikák, hogy kijelöljék a területüket, és a „háremükbe” annyi tehenet gyűjtsenek össze, amennyit csak lehet. A területi viták a hímek között véresek lehetnek. A legmagasabb rangot szerzett állatnak monopóliuma van a párosodásra. A legerősebb akár száz nőstényt is megtermékenyíthet egy évadban. A bikák között ezért vad verekedések zajlanak. Mikor a borjú befejezte a szopást, és vége a párosodásnak is, az elefántfóka kiúszik táplálkozni. Halakon, tintahalakon él, amelyeket több száz méter mélységben fog. De találtak már cápát és ráját is elefántfókák gyomrában. Az elefántfókák életének velejárója a vedlés. Ilyenkor a szárazföldön tartózkodnak, amíg bőrük felső rétege lehámlik. A vizenyős talajba mélyedést ásnak és abba fekszenek. Az üregekben a felgyülemlett vizelet és ürülék borzasztó bűzt áraszt. Előfordul, hogy az elefántfóka saját mocskában fullad meg.

## Az utódok gondozása
A nőstények a szárazföldre érkezés után átlagosan 6 nappal később hozzák világra a borjaikat. Mint az összes fókaféle kölykei, a kis elefántfókák is rendkívül tápdús tejet kapnak: nehezen folyó masszát, amelynek ⅔-a szilárd alkotórész. A borjak 3-4 hétig szopnak. Az anyák a szárazföldön töltött hosszú idő alatt nem esznek.

## Rendszerezés
A nembe alábbi két faj tartozik:
- északi elefántfóka (Mirounga angustirostris)
- déli elefántfóka (Mirounga leonina)